# 福岡第一発電所

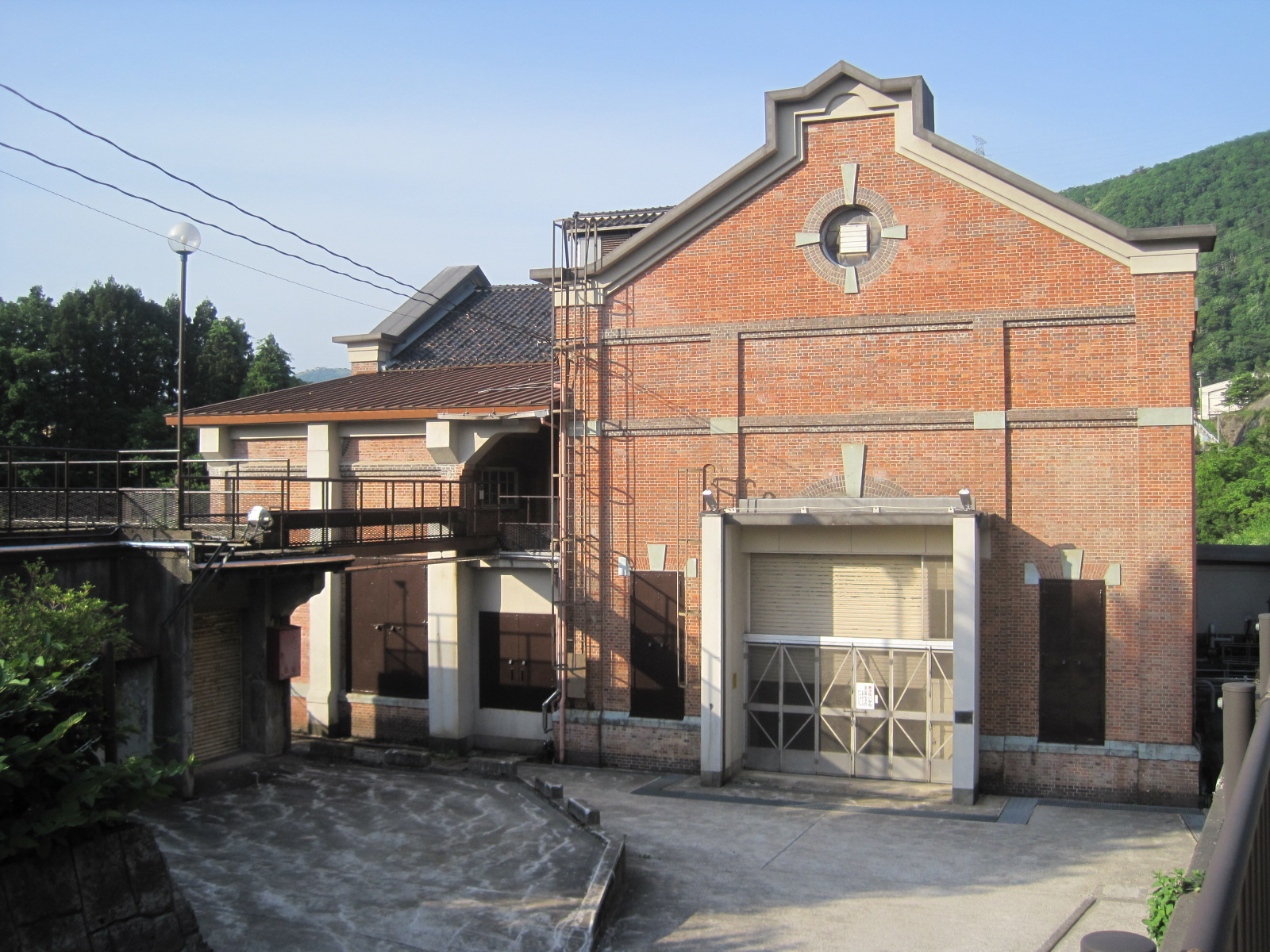
北陸電力福岡第一発電所

福岡第一発電所（ふくおかだいいちはつでんしょ）は、石川県白山市河内町福岡にある北陸電力の水力発電所。手取川中流部に位置する。
1911年（明治44年）に辰村組により設計施工され、現在も稼働している。構造は煉瓦造、瓦葺で最大出力3900キロワット、常時出力850キロワットの発電を行っている。2001年（平成13年）には国の登録有形文化財に登録された。

## 歴史
- 1911年（明治44年）4月 - 金沢電気瓦斯により運転開始。
- 1921年（大正10年）10月 - 金沢市が買収。
- 1942年（昭和17年）4月 - 北陸配電へ出資。
- 1951年（昭和26年）5月 - 北陸電力に所有者変更。
- 2001年（平成13年）10月12日 - 登録有形文化財に登録[2]。